# Едвард Люкгаус
Едвард Густав Адольф Люкгаус (пол. Edward Gustaw Adolf Luckhaus; 31 серпня 1910 — 12 травня 1975) — польський легкоатлет німецького походження. Учасник літніх Олімпійських ігор 1936 року.
8-кратний чемпіон Польщі у потрійному стрибку (1931, 1932, 1933, 1934, 1935, 1939 років), п'ятиборстві (1933) і десятиборстві (1933). Десятикратний рекордсмен Польщі (потрійний стрибок, метання списа, п'ятиборство).
У 1934 році на чемпіонаті Європи в Турині він зайняв четверте місце в потрійному стрибку . У цій же дисципліні він також змагався на Олімпійських іграх 1936 року в Берліні, де зайняв 11 місце.
У 1942 році він добровільно записався у вермахт і воював на Східному фронті, де його потрапив в полон. Перебував у таборі для військовополонених у Гомелі.
Після звільнення в 1948 році він переїхав до Баварії, де жив з сім'єю в Пфаффенгофені біля Мюнхена. Він працював вчителем фізкультури спочатку в бенедиктинському монастирі в Шеєрні, потім у гімназії в Пфаффенгофені.